# Liste der Baudenkmale in Bant (Wilhelmshaven)
In der Liste der Baudenkmale in Bant (Wilhelmshaven) sind die Baudenkmale im Stadtteil Bant der kreisfreien Stadt Wilhelmshaven in Niedersachsen aufgelistet. Der Stand der Liste ist der 20. Oktober 2021. Die Quelle der Baudenkmale ist der Denkmalatlas Niedersachsen.

## Allgemein
In den Spalten befinden sich folgende Informationen:
- Lage: die Adresse des Baudenkmales und die geographischen Koordinaten. Kartenansicht, um Koordinaten zu setzen. In der Kartenansicht sind Baudenkmale ohne Koordinaten mit einem roten Marker dargestellt und können in der Karte gesetzt werden. Baudenkmale ohne Bild sind mit einem blauen Marker gekennzeichnet, Baudenkmale mit Bild mit einem grünen Marker.
- Bezeichnung: Bezeichnung des Baudenkmales
- Beschreibung: die Beschreibung des Baudenkmales. Unter § 3 Abs. 2 NDSchG werden Einzeldenkmale und unter § 3 Abs. 3 NDSchG Gruppen baulicher Anlagen und deren Bestandteile ausgewiesen.
- ID: die Objekt-ID des Baudenkmales
- Bild: ein Bild des Baudenkmales, ggf. zusätzlich mit einem Link zu weiteren Fotos des Baudenkmals im Medienarchiv Wikimedia Commons. Wenn man auf das Kamerasymbol klickt, können Fotos zu Baudenkmalen aus dieser Liste hochgeladen werden:

## Baudenkmale im Stadtteil Bant (außer der Werftsiedlung)
| Lage                                                               | Bezeichnung                          | Beschreibung                                                             | ID       | Bild           |
| ------------------------------------------------------------------ | ------------------------------------ | ------------------------------------------------------------------------ | -------- | -------------- |
| Banter Weg 104 53° 31′ 15″ N, 8° 5′ 24″ O                          | Kinderheim                           |                                                                          | 35141446 |                |
| Kanalweg / Banter Weg 53° 30′ 44″ N, 8° 5′ 35″ O                   | Rüstringer Brücke (Ems-Jade-Kanal)   | Brücke (Bauwerk)                                                         | 35142947 | Weitere Bilder |
| Luisenstraße 53° 30′ 55″ N, 8° 6′ 27″ O                            | Schlachthofanlage                    | Baudenkmal-Gruppe                                                        | 35136263 |                |
| Am Schlachthof 6 53° 30′ 55″ N, 8° 6′ 25″ O                        | Alter Schlachthof (Beamtenwohnhaus)  | Wohnhaus (Baudenkmal-Gruppe Schlachthofanlage)                           | 35157315 |                |
| Am Schlachthof 8 53° 30′ 55″ N, 8° 6′ 23″ O                        | Alter Schlachthof                    | Verwaltungsgebäude (Baudenkmal-Gruppe Schlachthofanlage)                 | 35157344 |                |
| Ruseler Straße 12 53° 31′ 3″ N, 8° 6′ 12″ O                        | Ansgarischule/Ruselerschule          | Schule                                                                   | 38240595 |                |
| Rheinstraße 190 53° 31′ 3″ N, 8° 6′ 12″ O                          | Ansgarischule/Ruselerschule          | Schule                                                                   | 39353652 | BW             |
| Marktstraße 94/96 53° 31′ 12″ N, 8° 6′ 28″ O                       | Wohn-/Geschäftshaus                  |                                                                          | 35143553 |                |
| Marktstraße 114 53° 31′ 12″ N, 8° 6′ 20″ O                         | Wohn-/Geschäftshaus                  |                                                                          | 35143579 | BW             |
| Marktstraße 142 53° 31′ 11″ N, 8° 6′ 9″ O                          | Wohn-/Geschäftshaus                  |                                                                          | 35143645 | BW             |
| Marktstraße 147 53° 31′ 12″ N, 8° 6′ 6″ O                          | Wohn-/Geschäftshaus                  |                                                                          | 35143669 | BW             |
| Marktstraße 148 53° 31′ 11″ N, 8° 6′ 6″ O                          | Wohn-/Geschäftshaus                  |                                                                          | 35143693 | BW             |
| Marktstraße 153 53° 31′ 12″ N, 8° 6′ 3″ O                          | Wohn-/Geschäftshaus                  |                                                                          | 35143718 | BW             |
| Marktstraße 160 53° 31′ 11″ N, 8° 6′ 0″ O                          | Verwaltungsgebäude                   |                                                                          | 35143744 | BW             |
| Marktstraße 163 A 53° 31′ 13″ N, 8° 5′ 58″ O                       | „Banter-Bürger-Haus“                 | Schule                                                                   | 35143770 |                |
| Bordum Platz 53° 31′ 13″ N, 8° 6′ 9″ O                             | Bordum Platz                         | Grünanlage                                                               | 35141694 |                |
| 53° 31′ 16″ N, 8° 6′ 8″ O                                          | Nördliche Bordumstraße               | Baudenkmal-Gruppe                                                        | 47129584 | BW             |
| Bordumstraße 3 53° 31′ 16″ N, 8° 6′ 9″ O                           | Mehrfamilienhaus                     | (Baudenkmal-Gruppe Nördliche Bordumstraße)                               | 47129543 | BW             |
| Bordumstraße 6 53° 31′ 16″ N, 8° 6′ 7″ O                           | Wohnhaus                             | Mehrfamilienwohnhaus (Baudenkmal-Gruppe Nördliche Bordumstraße)          | 35141717 |                |
| Börsenstraße 97 53° 31′ 15″ N, 8° 6′ 15″ O                         | Wohnhaus                             | Mehrfamilienwohnhaus                                                     | 35141861 |                |
| Börsenstraße 99 53° 31′ 15″ N, 8° 6′ 14″ O                         | Wohnhaus                             | Mehrfamilienwohnhaus                                                     | 35141886 | BW             |
| Börsenstraße 101 53° 31′ 15″ N, 8° 6′ 13″ O                        | Wohnhaus                             | Mehrfamilienwohnhaus                                                     | 35141911 | BW             |
| Börsenstraße 102 53° 31′ 14″ N, 8° 6′ 14″ O                        | Wohnhaus                             | Mehrfamilienwohnhaus                                                     | 35141936 | BW             |
| Börsenstraße 109 53° 31′ 15″ N, 8° 6′ 9″ O                         | Wohnhaus                             | Mehrfamilienwohnhaus                                                     | 35141961 |                |
| Börsenstraße 115 53° 31′ 14″ N, 8° 6′ 5″ O                         | Wohnhaus                             | Mehrfamilienwohnhaus                                                     | 35141988 |                |
| Börsenstraße 130 53° 31′ 13″ N, 8° 5′ 57″ O                        | Wohnhaus                             | Mehrfamilienwohnhaus                                                     | 35142013 |                |
| Werftstraße 69 53° 31′ 13″ N, 8° 5′ 56″ O                          | Wohnhaus                             | Mehrfamilienwohnhaus                                                     | 35145730 | BW             |
| Schillerstraße 11 53° 31′ 19″ N, 8° 6′ 20″ O                       | Wohnhaus                             | Mehrfamilienwohnhaus                                                     | 35145210 | BW             |
| Goethestraße 3 53° 31′ 18″ N, 8° 6′ 16″ O                          | Wohnhaus                             | Mehrfamilienwohnhaus                                                     | 35148284 | BW             |
| Goethestraße 5 53° 31′ 19″ N, 8° 6′ 15″ O                          | Wohnhaus                             | Mehrfamilienwohnhaus                                                     | 35148311 | BW             |
| Goethestraße 8 53° 31′ 20″ N, 8° 6′ 14″ O                          | Wohnhaus                             | Mehrfamilienwohnhaus                                                     | 35142630 | BW             |
| Uhlandstraße 5 53° 31′ 19″ N, 8° 6′ 11″ O                          | Wohnhaus                             | Mehrfamilienwohnhaus                                                     | 35150158 | BW             |
| Uhlandstraße 7 53° 31′ 19″ N, 8° 6′ 11″ O                          | Wohnhaus                             | Mehrfamilienwohnhaus                                                     | 35150185 | BW             |
| Uhlandstraße 8 53° 31′ 19″ N, 8° 6′ 10″ O                          | Wohnhaus                             | Mehrfamilienwohnhaus                                                     | 35145506 | BW             |
| Oldeoogestraße 4 53° 31′ 18″ N, 8° 6′ 4″ O                         | Oldeoogeschule                       | Schule                                                                   | 37140906 |                |
| Oldeoogestraße 5 53° 31′ 19″ N, 8° 6′ 7″ O                         | Wohnhaus                             | Mehrfamilienwohnhaus                                                     | 35149817 | BW             |
| Oldeoogestraße 7 53° 31′ 19″ N, 8° 6′ 7″ O                         | Wohnhaus                             | Mehrfamilienwohnhaus                                                     | 35149844 | BW             |
| Oldeoogestraße 7 A 53° 31′ 20″ N, 8° 6′ 7″ O                       | Wohnhaus                             | Mehrfamilienwohnhaus                                                     | 35149871 | BW             |
| Peterstraße/Goethestraße/Schillerstraße 53° 31′ 21″ N, 8° 6′ 16″ O | Wohnhausgruppe Peterstraße 75–79     | Baudenkmal-Gruppe                                                        | 35135967 | BW             |
| Schillerstraße 18 53° 31′ 21″ N, 8° 6′ 18″ O                       | Mehrfamilienhaus                     | (Baudenkmal-Gruppe Wohnhausgruppe Peterstraße 75–79)                     | 35155088 | BW             |
| Peterstraße 75 53° 31′ 21″ N, 8° 6′ 17″ O                          | Mehrfamilienhaus                     | (Baudenkmal-Gruppe Wohnhausgruppe Peterstraße 75–79)                     | 35154960 | BW             |
| Peterstraße 79 53° 31′ 21″ N, 8° 6′ 15″ O                          | Mehrfamilienhaus                     | (Baudenkmal-Gruppe Wohnhausgruppe Peterstraße 75–79)                     | 35154992 | BW             |
| Goethestraße 9 53° 31′ 22″ N, 8° 6′ 15″ O                          | Mehrfamilienhaus                     | (Baudenkmal-Gruppe Wohnhausgruppe Peterstraße 75–79)                     | 35154898 | BW             |
| Peterstraße 93 53° 31′ 22″ N, 8° 6′ 5″ O                           | Wohnhaus                             | Mehrfamilienwohnhaus                                                     | 35144601 | BW             |
| Peterstraße 94 53° 31′ 20″ N, 8° 6′ 14″ O                          | Wohnhaus                             | Mehrfamilienwohnhaus                                                     | 35144626 | BW             |
| Peterstraße/Goethestraße/Schillerstraße 53° 31′ 21″ N, 8° 5′ 41″ O | Schule Peterstraße                   | Baudenkmal-Gruppe                                                        | 35135318 | BW             |
| Peterstraße 126 53° 31′ 22″ N, 8° 5′ 40″ O                         | Schule                               | (Baudenkmal-Gruppe Schule Peterstraße)                                   | 35148662 | BW             |
| Peterstraße 126 A/B 53° 31′ 21″ N, 8° 5′ 42″ O                     | Wohnhaus                             | (Baudenkmal-Gruppe Schule Peterstraße)                                   | 35148687 | BW             |
| Lessingstraße 2/2A 53° 31′ 25″ N, 8° 6′ 4″ O                       | Wohnungsbaugesellschaft Jade         | Verwaltungsgebäude                                                       | 35143273 | BW             |
| Otto-Meentz-Straße 19 53° 31′ 27″ N, 8° 6′ 0″ O                    | Krähenbusch                          | Freizeitheim                                                             | 35144482 |                |
| Bremer Straße 110 53° 31′ 29″ N, 8° 6′ 14″ O                       | Wohnhaus                             | Mehrfamilienwohnhaus                                                     | 35142115 | BW             |
| Bremer Straße/Paul-Hug-Straße 53° 31′ 30″ N, 8° 6′ 9″ O            | Wohnhausgruppe Bremer Straße I       | Baudenkmal-Gruppe                                                        | 35135269 | BW             |
| Bremer Straße 123 53° 31′ 30″ N, 8° 6′ 10″ O                       | Mehrfamilienhaus                     | Wohnhaus (Baudenkmal-Gruppe Wohnhausgruppe Bremer Straße I)              | 35148101 | BW             |
| Bremer Straße 125 53° 31′ 30″ N, 8° 6′ 9″ O                        | Mehrfamilienwohnhaus mit Treppenhaus | Wohnhaus (Baudenkmal-Gruppe Wohnhausgruppe Bremer Straße I)              | 35148128 | BW             |
| Paul-Hug-Straße 62 53° 31′ 31″ N, 8° 6′ 8″ O                       | Mehrfamilienwohnhaus mit Treppenhaus | Wohnhaus (Baudenkmal-Gruppe Wohnhausgruppe Bremer Straße I)              | 35148449 | BW             |
| Bremer Straße/Oldeoogestraße 53° 31′ 29″ N, 8° 6′ 9″ O             | Wohnhausgruppe Bremer Straße II      | Baudenkmal-Gruppe                                                        | 35135286 | BW             |
| Bremer Straße 116 53° 31′ 29″ N, 8° 6′ 10″ O                       | Wohnhaus                             | Mehrfamilienwohnhaus (Baudenkmal-Gruppe Wohnhausgruppe Bremer Straße II) | 35148047 | BW             |
| Bremer Straße 118 53° 31′ 29″ N, 8° 6′ 8″ O                        | Wohnhaus                             | Mehrfamilienwohnhaus (Baudenkmal-Gruppe Wohnhausgruppe Bremer Straße II) | 35148074 | BW             |
| Oldeoogestraße 29 53° 31′ 29″ N, 8° 6′ 8″ O                        | Wohnhaus                             | Mehrfamilienwohnhaus (Baudenkmal-Gruppe Wohnhausgruppe Bremer Straße II) | 35148422 | BW             |
| Oldeoogestraße 27 A 53° 31′ 28″ N, 8° 6′ 8″ O                      | Wohnhaus                             | Mehrfamilienwohnhaus (Baudenkmal-Gruppe Wohnhausgruppe Bremer Straße II) | 35148395 | BW             |
| Bremer Straße 146 53° 31′ 30″ N, 8° 5′ 54″ O                       | Wohnhaus                             | Mehrfamilienwohnhaus                                                     | 35142159 | BW             |
| Werftstraße 120 53° 31′ 30″ N, 8° 5′ 54″ O                         | Wohnhaus                             | Mehrfamilienwohnhaus                                                     | 35145785 | BW             |
| Werftstraße 122 53° 31′ 31″ N, 8° 5′ 54″ O                         | Wohnhaus                             | Mehrfamilienwohnhaus                                                     | 35145811 | BW             |
| Werftstraße 132/134 53° 31′ 34″ N, 8° 5′ 54″ O                     | Wohnhaus                             | Mehrfamilienwohnhaus                                                     | 35145836 | BW             |
| Werftstraße 156/158 53° 31′ 42″ N, 8° 5′ 54″ O                     | Wohnhaus                             | Mehrfamilienwohnhaus                                                     | 35145861 | BW             |
| Schützenstraße 1/1A 53° 31′ 41″ N, 8° 5′ 54″ O                     | Wohnhaus                             | Mehrfamilienwohnhaus                                                     | 35145335 | BW             |
| Werftstraße 73 53° 31′ 17″ N, 8° 5′ 58″ O                          | Banter Kirche                        | Banter Kirche, ev.-luth.                                                 | 35145756 | Weitere Bilder |
| Werftstraße 73 53° 31′ 19″ N, 8° 5′ 58″ O                          | Friedhof                             | Banter Kirche, ev.-luth.                                                 | 35147785 | BW             |
| Jeversche Straße 28 53° 31′ 7″ N, 8° 5′ 31″ O                      | Bahnhof Wilhelmshaven-West           | Empfangsgebäude                                                          | 35142894 | BW             |

## Baudenkmale in der Werftsiedlung Bant
| Lage                                                          | Bezeichnung                 | Beschreibung                                 | ID       | Bild |
| ------------------------------------------------------------- | --------------------------- | -------------------------------------------- | -------- | ---- |
| 53° 31′ 7″ N, 8° 5′ 46″ O                                     | Werftsiedlung Bant          | Wohnsiedlung (Baukomplex). Baudenkmal-Gruppe | 35135091 | BW   |
| Genossenschaftsstraße 3, 3A 53° 31′ 13″ N, 8° 5′ 42″ O        | Wohnhaus                    | Doppelhaus                                   | 35167211 | BW   |
| Genossenschaftsstraße 5, 5A 53° 31′ 14″ N, 8° 5′ 42″ O        | Wohnhaus                    | Doppelhaus                                   | 35167281 | BW   |
| Genossenschaftsstraße 9, 9A 53° 31′ 14″ N, 8° 5′ 40″ O        | Wohnhaus                    | Doppelhaus                                   | 35158175 | BW   |
| Genossenschaftsstraße 11, 11A 53° 31′ 14″ N, 8° 5′ 39″ O      | Wohnhaus                    | Doppelhaus                                   | 35158244 | BW   |
| Genossenschaftsstraße 13 53° 31′ 15″ N, 8° 5′ 39″ O           | Wohnhaus                    | Doppelhaus                                   | 35157919 | BW   |
| Genossenschaftsstraße 15 53° 31′ 15″ N, 8° 5′ 38″ O           | Wohnhaus                    | Doppelhaushälfte                             | 35158011 | BW   |
| Genossenschaftsstraße 21, 21A 53° 31′ 16″ N, 8° 5′ 36″ O      | Wohnhaus                    | Doppelhaus                                   | 35158337 | BW   |
| Genossenschaftsstraße 29, 29A 53° 31′ 17″ N, 8° 5′ 33″ O      | Wohnhaus                    | Doppelhaus                                   | 35158595 | BW   |
| Genossenschaftsstraße 31, 31A 53° 31′ 17″ N, 8° 5′ 32″ O      | Wohnhaus                    | Doppelhaus                                   | 35158665 | BW   |
| Genossenschaftsstraße 33, 33A 53° 31′ 17″ N, 8° 5′ 31″ O      | Wohnhaus                    | Doppelhaus                                   | 35158759 | BW   |
| Genossenschaftsstraße 35, 35A 53° 31′ 18″ N, 8° 5′ 30″ O      | Wohnhaus                    | Doppelhaus                                   | 35158853 | BW   |
| Genossenschaftsstraße 37, 37A 53° 31′ 18″ N, 8° 5′ 30″ O      | Wohnhaus                    | Doppelhaus                                   | 35158900 | BW   |
| Genossenschaftsstraße 8, 8A 53° 31′ 13″ N, 8° 5′ 40″ O        | Wohnhaus                    | Doppelhaus                                   | 35167327 | BW   |
| Genossenschaftsstraße 10, 10A 53° 31′ 14″ N, 8° 5′ 39″ O      | Wohnhaus                    | Doppelhaus                                   | 35158198 | BW   |
| Genossenschaftsstraße 14, 14A 53° 31′ 14″ N, 8° 5′ 38″ O      | Wohnhaus                    | Doppelhaus                                   | 35157965 | BW   |
| Genossenschaftsstraße 16, 16A 53° 31′ 14″ N, 8° 5′ 37″ O      | Wohnhaus                    | Doppelhaus                                   | 35158058 | BW   |
| Genossenschaftsstraße 18, 18A 53° 31′ 15″ N, 8° 5′ 36″ O      | Wohnhaus                    | Doppelhaus                                   | 35158152 | BW   |
| Genossenschaftsstraße 20, 20A 53° 31′ 15″ N, 8° 5′ 35″ O      | Wohnhaus                    | Doppelhaus                                   | 35158290 | BW   |
| Genossenschaftsstraße 22, 22A 53° 31′ 15″ N, 8° 5′ 35″ O      | Wohnhaus                    | Doppelhaus                                   | 35158383 | BW   |
| Genossenschaftsstraße 26, 26A 53° 31′ 16″ N, 8° 5′ 33″ O      | Wohnhaus                    | Doppelhaus                                   | 35158501 | BW   |
| Genossenschaftsstraße 32, 32A 53° 31′ 17″ N, 8° 5′ 31″ O      | Wohnhaus                    | Doppelhaus Werftarbeiterhaus                 | 35158712 | BW   |
| Genossenschaftsstraße 34, 34A 53° 31′ 17″ N, 8° 5′ 30″ O      | Wohnhaus                    | Doppelhaus                                   | 35158805 | BW   |
| Vareler Straße 7, 7A 53° 31′ 12″ N, 8° 5′ 39″ O               | Wohnhaus                    | Doppelhaus                                   | 35165274 | BW   |
| Vareler Straße 9 53° 31′ 12″ N, 8° 5′ 38″ O                   | Wohnhaus                    | Doppelhaus                                   | 35165344 | BW   |
| Vareler Straße 11, 11A 53° 31′ 12″ N, 8° 5′ 37″ O             | Wohnhaus                    | Doppelhaus                                   | 35165413 | BW   |
| Vareler Straße 13, 13A 53° 31′ 12″ N, 8° 5′ 36″ O             | Wohnhaus                    | Doppelhaus                                   | 35165506 | BW   |
| Vareler Straße 15 53° 31′ 12″ N, 8° 5′ 36″ O                  | Wohnhaus                    | Doppelhaus                                   | 35165598 | BW   |
| Vareler Straße 10, 10A 53° 31′ 11″ N, 8° 5′ 39″ O             | Wohnhaus                    | Doppelhaus                                   | 35165367 | BW   |
| Vareler Straße 12, 12A 53° 31′ 11″ N, 8° 5′ 38″ O             | Wohnhaus                    | Doppelhaus                                   | 35165460 | BW   |
| Vareler Straße 14, 14A 53° 31′ 11″ N, 8° 5′ 37″ O             | Wohnhaus                    | Doppelhaus                                   | 35165552 | BW   |
| Vareler Straße 16, 16A 53° 31′ 11″ N, 8° 5′ 37″ O             | Wohnhaus                    | Doppelhaus                                   | 35165621 | BW   |
| Vareler Straße 18, 18A 53° 31′ 11″ N, 8° 5′ 36″ O             | Wohnhaus                    | Doppelhaus                                   | 35165668 | BW   |
| Marktstraße 168, 168A 53° 31′ 11″ N, 8° 5′ 55″ O              | Wohnhaus                    | Doppelhaus                                   | 35161526 | BW   |
| Marktstraße 170, 170A 53° 31′ 11″ N, 8° 5′ 54″ O              | Wohnhaus                    | Doppelhaus                                   | 35161572 | BW   |
| Marktstraße 172, 172A 53° 31′ 11″ N, 8° 5′ 54″ O              | Wohnhaus                    | Doppelhaus                                   | 35161618 | BW   |
| Marktstraße 174, 174A 53° 31′ 11″ N, 8° 5′ 53″ O              | Wohnhaus                    | Doppelhaus                                   | 35161664 | BW   |
| Marktstraße 176, 176A 53° 31′ 10″ N, 8° 5′ 52″ O              | Wohnhaus                    | Doppelhaus                                   | 35161710 | BW   |
| Marktstraße 180 53° 31′ 10″ N, 8° 5′ 50″ O                    | Wohnhaus                    | Mehrfamilienwohnhaus                         | 35143798 | BW   |
| Marktstraße 199, 199A 53° 31′ 10″ N, 8° 5′ 40″ O              | Wohnhaus                    | Doppelhaus                                   | 35162059 | BW   |
| Marktstraße 201 53° 31′ 10″ N, 8° 5′ 39″ O                    | Wohnhaus                    | Doppelhaus                                   | 35162151 | BW   |
| Marktstraße 203, 203A 53° 31′ 10″ N, 8° 5′ 38″ O              | Wohnhaus                    | Doppelhaus                                   | 35162220 | BW   |
| Marktstraße 205, 205A 53° 31′ 10″ N, 8° 5′ 37″ O              | Wohnhaus                    | Doppelhaus                                   | 35162312 | BW   |
| Marktstraße 207, 207A 53° 31′ 10″ N, 8° 5′ 36″ O              | Wohnhaus                    | Doppelhaus                                   | 35162404 | BW   |
| Marktstraße 209, 209A 53° 31′ 10″ N, 8° 5′ 35″ O              | Wohnhaus                    | Doppelhaus                                   | 35162496 | BW   |
| Marktstraße 190, 190A 53° 31′ 10″ N, 8° 5′ 43″ O              | Wohnhaus                    | Doppelhaus                                   | 35161852 | BW   |
| Marktstraße 192, 192A 53° 31′ 10″ N, 8° 5′ 42″ O              | Wohnhaus                    | Doppelhaus                                   | 35161898 | BW   |
| Marktstraße 194, 194A 53° 31′ 10″ N, 8° 5′ 41″ O              | Wohnhaus                    | Doppelhaus                                   | 35161944 | BW   |
| Marktstraße 196, 196A 53° 31′ 10″ N, 8° 5′ 41″ O              | Wohnhaus                    | Doppelhaus                                   | 35161967 | BW   |
| Marktstraße 198, 198A, 200, 200A 53° 31′ 9″ N, 8° 5′ 39″ O    | Wohnhaus                    |                                              | 35162013 | BW   |
| Marktstraße 202, 202A, 204, 204A 53° 31′ 9″ N, 8° 5′ 38″ O    | Wohnhaus                    |                                              | 35162174 | BW   |
| Marktstraße 206, 206A, 208, 208A 53° 31′ 9″ N, 8° 5′ 36″ O    | Wohnhaus                    |                                              | 35162358 | BW   |
| Marktstraße 210, 210A, 212 53° 31′ 9″ N, 8° 5′ 34″ O          | Wohnhaus                    |                                              | 35162542 | BW   |
| Jeversche Straße 1, 1A 53° 31′ 9″ N, 8° 5′ 44″ O              | Wohnhaus                    | Doppelhaus                                   | 35158946 | BW   |
| Jeversche Straße 3, 3A 53° 31′ 8″ N, 8° 5′ 43″ O              | Wohnhaus                    | Doppelhaus                                   | 35159038 | BW   |
| Jeversche Straße 5, 5A 53° 31′ 8″ N, 8° 5′ 42″ O              | Wohnhaus                    | Doppelhaus                                   | 35159131 | BW   |
| Jeversche Straße 7, 7A 53° 31′ 8″ N, 8° 5′ 41″ O              | Wohnhaus                    | Doppelhaus                                   | 35159223 | BW   |
| Jeversche Straße 9, 9A, 9B, 9C 53° 31′ 8″ N, 8° 5′ 39″ O      | Wohnhaus                    |                                              | 35159315 | BW   |
| Jeversche Straße 11, 11A, 11B 53° 31′ 8″ N, 8° 5′ 38″ O       | Wohnhaus                    |                                              | 35159453 | BW   |
| Jeversche Straße 13, 13A, 13B, 13C 53° 31′ 8″ N, 8° 5′ 36″ O  | Wohnhaus                    |                                              | 35159568 | BW   |
| Jeversche Straße 15, 15A, 15B 53° 31′ 8″ N, 8° 5′ 35″ O       | Wohnhaus                    |                                              | 35159707 | BW   |
| Jeversche Straße 2, 2A 53° 31′ 8″ N, 8° 5′ 44″ O              | Wohnhaus                    | Doppelhaus                                   | 35158992 | BW   |
| Jeversche Straße 4, 4A 53° 31′ 8″ N, 8° 5′ 43″ O              | Wohnhaus                    | Doppelhaus                                   | 35159084 | BW   |
| Jeversche Straße 6, 6A 53° 31′ 8″ N, 8° 5′ 42″ O              | Wohnhaus                    | Doppelhaus                                   | 35159177 | BW   |
| Jeversche Straße 8, 8A 53° 31′ 8″ N, 8° 5′ 41″ O              | Wohnhaus                    | Doppelhaus                                   | 35159269 | BW   |
| Jeversche Straße 10, 10A 53° 31′ 8″ N, 8° 5′ 40″ O            | Wohnhaus                    | Doppelhaus                                   | 35159407 | BW   |
| Jeversche Straße 12, 12A 53° 31′ 8″ N, 8° 5′ 40″ O            | Wohnhaus                    | Doppelhaus                                   | 35159522 | BW   |
| Jeversche Straße 14, 14A 53° 31′ 8″ N, 8° 5′ 39″ O            | Wohnhaus                    | Doppelhaus                                   | 35159660 | BW   |
| Jeversche Straße 16, 16A 53° 31′ 8″ N, 8° 5′ 38″ O            | Wohnhaus                    | Doppelhaus                                   | 35159776 | BW   |
| Jeversche Straße 18, 18A 53° 31′ 8″ N, 8° 5′ 37″ O            | Wohnhaus                    | Doppelhaus                                   | 35159822 | BW   |
| Jeversche Straße 20, 20A 53° 31′ 8″ N, 8° 5′ 36″ O            | Wohnhaus                    | Doppelhaus                                   | 35159868 | BW   |
| Jeversche Straße 22, 22A 53° 31′ 8″ N, 8° 5′ 35″ O            | Wohnhaus                    | Doppelhaus                                   | 35159914 | BW   |
| Jeversche Straße 24, 24A 53° 31′ 7″ N, 8° 5′ 35″ O            | Wohnhaus                    | Doppelhaus                                   | 35159960 | BW   |
| Jeversche Straße 26 53° 31′ 7″ N, 8° 5′ 34″ O                 | Wohnhaus                    | Doppelhaushälfte                             | 35160006 | BW   |
| Kindergang 1, 1A 53° 31′ 10″ N, 8° 5′ 56″ O                   | Wohnhaus                    | Doppelhaus                                   | 35160651 |      |
| Kindergang 3, 3A 53° 31′ 9″ N, 8° 5′ 55″ O                    | Wohnhaus                    | Doppelhaus                                   | 35160743 | BW   |
| Kindergang 7, 7A 53° 31′ 9″ N, 8° 5′ 53″ O                    | Wohnhaus                    | Doppelhaus                                   | 35160859 | BW   |
| Kindergang 9, 9A 53° 31′ 9″ N, 8° 5′ 52″ O                    | Wohnhaus                    | Doppelhaus                                   | 35160905 | BW   |
| Kindergang 2, 2A 53° 31′ 9″ N, 8° 5′ 56″ O                    | Wohnhaus                    | Doppelhaus                                   | 35160697 | BW   |
| Kindergang 4, 4A 53° 31′ 9″ N, 8° 5′ 55″ O                    | Wohnhaus                    | Doppelhaus                                   | 35160789 | BW   |
| Kindergang 10 53° 31′ 9″ N, 8° 5′ 52″ O                       | Wohnhaus                    | Doppelhaus                                   | 35160951 | BW   |
| Kindergang 12 53° 31′ 8″ N, 8° 5′ 48″ O                       | Kindertagesstätte (Bauwerk) |                                              | 35142995 | BW   |
| Pappelstraße 1, 1A 53° 31′ 11″ N, 8° 5′ 53″ O                 | Wohnhaus                    | Doppelhaus                                   | 35162611 | BW   |
| Pappelstraße 3, 3A 53° 31′ 12″ N, 8° 5′ 53″ O                 | Wohnhaus                    | Doppelhaus                                   | 35162710 | BW   |
| Pappelstraße 5, 5A 53° 31′ 12″ N, 8° 5′ 53″ O                 | Wohnhaus                    | Doppelhaus                                   | 35162802 | BW   |
| Pappelstraße 7, 7A 53° 31′ 13″ N, 8° 5′ 53″ O                 | Wohnhaus                    | Doppelhaus                                   | 35162894 | BW   |
| Pappelstraße 9, 9A 53° 31′ 13″ N, 8° 5′ 53″ O                 | Wohnhaus                    | Doppelhaus                                   | 35162986 | BW   |
| Pappelstraße 11, 11A 53° 31′ 14″ N, 8° 5′ 53″ O               | Wohnhaus                    | Doppelhaus                                   | 35163078 | BW   |
| Pappelstraße 15, 15A 53° 31′ 15″ N, 8° 5′ 53″ O               | Wohnhaus                    | Doppelhaus                                   | 35163217 | BW   |
| Pappelstraße 2, 2A 53° 31′ 11″ N, 8° 5′ 53″ O                 | Wohnhaus                    | Doppelhaus                                   | 35162657 | BW   |
| Pappelstraße 4, 4A 53° 31′ 12″ N, 8° 5′ 52″ O                 | Wohnhaus                    | Doppelhaus                                   | 35162756 | BW   |
| Pappelstraße 6, 6A 53° 31′ 12″ N, 8° 5′ 52″ O                 | Wohnhaus                    | Doppelhaus                                   | 35162848 | BW   |
| Pappelstraße 8, 8A 53° 31′ 13″ N, 8° 5′ 52″ O                 | Wohnhaus                    | Doppelhaus                                   | 35162940 | BW   |
| Pappelstraße 10, 10A 53° 31′ 13″ N, 8° 5′ 52″ O               | Wohnhaus                    | Doppelhaus                                   | 35163032 | BW   |
| Pappelstraße 12, 12A 53° 31′ 14″ N, 8° 5′ 52″ O               | Wohnhaus                    | Doppelhaus                                   | 35163125 | BW   |
| Pappelstraße 14, 14A 53° 31′ 14″ N, 8° 5′ 52″ O               | Wohnhaus                    | Doppelhaus                                   | 35163171 | BW   |
| Pappelstraße 16, 16A 53° 31′ 15″ N, 8° 5′ 52″ O               | Wohnhaus                    | Doppelhaus                                   | 35163263 | BW   |
| Akazienstraße 1, 1A 53° 31′ 11″ N, 8° 5′ 51″ O                | Wohnhaus                    | Doppelhaus                                   | 35165714 | BW   |
| Akazienstraße 3, 3A 53° 31′ 12″ N, 8° 5′ 50″ O                | Wohnhaus                    | Doppelhaus                                   | 35165806 | BW   |
| Akazienstraße 5, 5A 53° 31′ 12″ N, 8° 5′ 50″ O                | Wohnhaus                    | Doppelhaus                                   | 35165898 | BW   |
| Akazienstraße 7, 7A 53° 31′ 13″ N, 8° 5′ 50″ O                | Wohnhaus                    | Doppelhaus                                   | 35165967 | BW   |
| Akazienstraße 9, 9A 53° 31′ 13″ N, 8° 5′ 50″ O                | Wohnhaus                    | Doppelhaus                                   | 35166059 | BW   |
| Akazienstraße 11, 11A 53° 31′ 14″ N, 8° 5′ 50″ O              | Wohnhaus                    | Doppelhaus                                   | 35166151 | BW   |
| Akazienstraße 13 53° 31′ 14″ N, 8° 5′ 50″ O                   | Wohnhaus                    | Doppelhaus                                   | 35166243 | BW   |
| Akazienstraße 2, 2A 53° 31′ 11″ N, 8° 5′ 50″ O                | Wohnhaus                    | Doppelhaus                                   | 35165760 | BW   |
| Akazienstraße 4, 4A 53° 31′ 12″ N, 8° 5′ 49″ O                | Wohnhaus                    | Doppelhaus                                   | 35165852 | BW   |
| Akazienstraße 6, 6A 53° 31′ 12″ N, 8° 5′ 49″ O                | Wohnhaus                    | Doppelhaus                                   | 35165944 | BW   |
| Akazienstraße 8, 8A 53° 31′ 13″ N, 8° 5′ 49″ O                | Wohnhaus                    | Doppelhaus                                   | 35166013 | BW   |
| Akazienstraße 10, 10A 53° 31′ 13″ N, 8° 5′ 49″ O              | Wohnhaus                    | Doppelhaus                                   | 35166105 | BW   |
| Akazienstraße 12, 12A 53° 31′ 14″ N, 8° 5′ 49″ O              | Wohnhaus                    | Doppelhaus                                   | 35166197 | BW   |
| Lindenstraße 1, 1A 53° 31′ 11″ N, 8° 5′ 48″ O                 | Wohnhaus                    | Doppelhaus                                   | 35161089 | BW   |
| Lindenstraße 3, 3A 53° 31′ 11″ N, 8° 5′ 47″ O                 | Wohnhaus                    | Doppelhaus                                   | 35161181 | BW   |
| Lindenstraße 5, 5A 53° 31′ 12″ N, 8° 5′ 47″ O                 | Wohnhaus                    | Doppelhaus                                   | 35161250 | BW   |
| Lindenstraße 7, 7A 53° 31′ 12″ N, 8° 5′ 47″ O                 | Wohnhaus                    | Doppelhaus                                   | 35161342 | BW   |
| Lindenstraße 9, 9A 53° 31′ 13″ N, 8° 5′ 47″ O                 | Wohnhaus                    | Doppelhaus                                   | 35161434 | BW   |
| Lindenstraße 11, 11A 53° 31′ 14″ N, 8° 5′ 47″ O               | Wohnhaus                    | Doppelhaus                                   | 35161480 | BW   |
| Lindenstraße 2, 2A 53° 31′ 11″ N, 8° 5′ 47″ O                 | Wohnhaus                    | Doppelhaus                                   | 35161135 | BW   |
| Lindenstraße 4, 4A 53° 31′ 11″ N, 8° 5′ 47″ O                 | Wohnhaus                    | Doppelhaus                                   | 35161204 | BW   |
| Lindenstraße 6, 6A 53° 31′ 12″ N, 8° 5′ 47″ O                 | Wohnhaus                    | Doppelhaus                                   | 35161296 | BW   |
| Lindenstraße 8, 8A 53° 31′ 12″ N, 8° 5′ 46″ O                 | Wohnhaus                    | Doppelhaus                                   | 35161388 | BW   |
| Eisenbahnstraße 53° 31′ 7″ N, 8° 5′ 44″ O                     | Fußgängerbrücke             | Brücke (Bauwerk)                             | 35166864 | BW   |
| Eisenbahnstraße 1, 1A 53° 31′ 8″ N, 8° 5′ 45″ O               | Wohnhaus                    | Doppelhaus                                   | 35166888 | BW   |
| Eisenbahnstraße 3, 3A 53° 31′ 8″ N, 8° 5′ 45″ O               | Wohnhaus                    | Doppelhaus                                   | 35166934 | BW   |
| Eisenbahnstraße 5 53° 31′ 9″ N, 8° 5′ 45″ O                   | Wohnhaus                    | Doppelhaus                                   | 35166980 | BW   |
| Eisenbahnstraße 7, 7A 53° 31′ 9″ N, 8° 5′ 45″ O               | Wohnhaus                    | Doppelhaus                                   | 35167003 | BW   |
| Eisenbahnstraße 11 53° 31′ 11″ N, 8° 5′ 44″ O                 | Wohnhaus                    | Doppelhaus                                   | 35167049 | BW   |
| Eisenbahnstraße 13, 13A 53° 31′ 11″ N, 8° 5′ 44″ O            | Wohnhaus                    | Doppelhaus                                   | 35167072 | BW   |
| Eisenbahnstraße 15, 15A 53° 31′ 12″ N, 8° 5′ 44″ O            | Wohnhaus                    | Doppelhaus                                   | 35167118 | BW   |
| Eisenbahnstraße 17 53° 31′ 12″ N, 8° 5′ 44″ O                 | Wohnhaus                    | Doppelhaus                                   | 35167164 | BW   |
| Ebertstraße 218, 218A 53° 31′ 7″ N, 8° 5′ 44″ O               | Wohnhaus                    | Doppelhaus                                   | 35166772 | BW   |
| Ebertstraße 220, 220A 53° 31′ 6″ N, 8° 5′ 43″ O               | Wohnhaus                    | Doppelhaus                                   | 35166818 | BW   |
| Böttcherstraße 1 / Schmiedestraße 3 53° 31′ 5″ N, 8° 5′ 44″ O | Wohnhaus                    | Doppelhaus                                   | 35166519 | BW   |
| Böttcherstraße 3, 3A 53° 31′ 5″ N, 8° 5′ 43″ O                | Wohnhaus                    | Doppelhaus                                   | 35166519 | BW   |
| Böttcherstraße 5, 5A 53° 31′ 5″ N, 8° 5′ 42″ O                | Wohnhaus                    | Doppelhaus                                   | 35166703 | BW   |
| Böttcherstraße 2, 2A 53° 31′ 5″ N, 8° 5′ 44″ O                | Wohnhaus                    | Doppelhaus                                   | 35166565 | BW   |
| Böttcherstraße 4, 4A 53° 31′ 5″ N, 8° 5′ 43″ O                | Wohnhaus                    | Doppelhaus                                   | 35166657 | BW   |
| Böttcherstraße 6 53° 31′ 5″ N, 8° 5′ 43″ O                    | Wohnhaus                    | Doppelhaus                                   | 35166749 | BW   |
| Kreuzstraße 41, 41A 53° 31′ 4″ N, 8° 5′ 45″ O                 | Wohnhaus                    | Doppelhaus                                   | 35160974 | BW   |
| Kreuzstraße 43, 43A 53° 31′ 3″ N, 8° 5′ 44″ O                 | Wohnhaus                    | Doppelhaus                                   | 35160997 | BW   |
| Kreuzstraße 45, 45A 53° 31′ 3″ N, 8° 5′ 43″ O                 | Wohnhaus                    | Doppelhaus                                   | 35161043 | BW   |
| Tischlerstraße 2, 2A 53° 31′ 3″ N, 8° 5′ 43″ O                | Wohnhaus                    | Doppelhaus                                   | 35164901 | BW   |
| Tischlerstraße 4, 4A 53° 31′ 2″ N, 8° 5′ 43″ O                | Wohnhaus                    | Doppelhaus                                   | 35164947 | BW   |
| Tischlerstraße 6 53° 31′ 2″ N, 8° 5′ 43″ O                    | Wohnhaus                    | Doppelhaus                                   | 35164993 | BW   |
| Tischlerstraße 10 53° 31′ 0″ N, 8° 5′ 43″ O                   | Wohnhaus                    | ehem. Doppelhaus                             | 35165040 | BW   |
| Tischlerstraße 12, 12A 53° 31′ 0″ N, 8° 5′ 44″ O              | Wohnhaus                    | Doppelhaus                                   | 35165063 | BW   |
| Tischlerstraße 14, 14A 53° 30′ 59″ N, 8° 5′ 44″ O             | Wohnhaus                    | Doppelhaus                                   | 35165109 | BW   |
| Tischlerstraße 16 53° 30′ 59″ N, 8° 5′ 44″ O                  | Wohnhaus                    | Doppelhaus                                   | 35165155 | BW   |
| Schmiedestraße 9, 9A 53° 31′ 3″ N, 8° 5′ 45″ O                | Wohnhaus                    | Doppelhaus                                   | 35164160 | BW   |
| Schmiedestraße 11, 11A 53° 31′ 2″ N, 8° 5′ 45″ O              | Wohnhaus                    | Doppelhaus                                   | 35164229 | BW   |
| Schmiedestraße 13, 13A 53° 31′ 2″ N, 8° 5′ 45″ O              | Wohnhaus                    | Doppelhaus                                   | 35164323 | BW   |
| Schmiedestraße 15, 15A 53° 31′ 1″ N, 8° 5′ 45″ O              | Wohnhaus                    | Doppelhaus                                   | 35164416 | BW   |
| Schmiedestraße 17, 17A 53° 31′ 1″ N, 8° 5′ 45″ O              | Wohnhaus                    | Doppelhaus                                   | 35164508 | BW   |
| Schmiedestraße 19, 19A 53° 31′ 0″ N, 8° 5′ 46″ O              | Wohnhaus                    | Doppelhaus                                   | 35164600 | BW   |
| Schmiedestraße 21, 21A 53° 31′ 0″ N, 8° 5′ 46″ O              | Wohnhaus                    | Doppelhaus                                   | 35164693 | BW   |
| Schmiedestraße 23, 23A 53° 30′ 59″ N, 8° 5′ 46″ O             | Wohnhaus                    | Doppelhaus                                   | 35164786 | BW   |
| Schmiedestraße 4, 4A 53° 31′ 6″ N, 8° 5′ 45″ O                | Wohnhaus                    | Doppelhaus                                   | 35164045 | BW   |
| Schmiedestraße6, 6A 53° 31′ 5″ N, 8° 5′ 45″ O                 | Wohnhaus                    | Doppelhaus                                   | 35164091 | BW   |
| Schmiedestraße 8 53° 31′ 5″ N, 8° 5′ 46″ O                    | Wohnhaus                    | Doppelhaus                                   | 35164137 | BW   |
| Schmiedestraße 10 53° 31′ 4″ N, 8° 5′ 46″ O                   | Wohnhaus                    | Doppelhaus                                   | 35164206 | BW   |
| Schmiedestraße 12, 12A 53° 31′ 4″ N, 8° 5′ 46″ O              | Wohnhaus                    | Doppelhaus                                   | 35164275 | BW   |
| Schmiedestraße 14, 14A 53° 31′ 3″ N, 8° 5′ 46″ O              | Wohnhaus                    | Doppelhaus                                   | 35164370 | BW   |
| Schmiedestraße 16, 16A 53° 31′ 2″ N, 8° 5′ 46″ O              | Wohnhaus                    | Doppelhaus                                   | 35164462 | BW   |
| Schmiedestraße 18, 18A 53° 31′ 2″ N, 8° 5′ 46″ O              | Wohnhaus                    | Doppelhaus                                   | 35164554 | BW   |
| Schmiedestraße 20, 20A 53° 31′ 1″ N, 8° 5′ 46″ O              | Wohnhaus                    | Doppelhaus                                   | 35164647 | BW   |
| Schmiedestraße 22, 22A 53° 31′ 1″ N, 8° 5′ 47″ O              | Wohnhaus                    | Doppelhaus                                   | 35164739 | BW   |
| Schmiedestraße 24, 24A 53° 31′ 0″ N, 8° 5′ 47″ O              | Wohnhaus                    | Doppelhaus                                   | 35164832 | BW   |
| Schmiedestraße 26, 26A 53° 31′ 0″ N, 8° 5′ 47″ O              | Wohnhaus                    | Doppelhaus                                   | 35164855 | BW   |
| Schlosserstraße 3, 3A 53° 31′ 6″ N, 8° 5′ 47″ O               | Wohnhaus                    | Doppelhaus                                   | 35163355 | BW   |
| Schlosserstraße 5, 5A 53° 31′ 6″ N, 8° 5′ 48″ O               | Wohnhaus                    | Doppelhaus                                   | 35163447 | BW   |
| Schlosserstraße 7 53° 31′ 5″ N, 8° 5′ 48″ O                   | Wohnhaus                    | Doppelhaus                                   | 35163539 | BW   |
| Schlosserstraße 9, 9A 53° 31′ 5″ N, 8° 5′ 48″ O               | Wohnhaus                    | Doppelhaus                                   | 35163608 | BW   |
| Schlosserstraße 11, 11A 53° 31′ 4″ N, 8° 5′ 48″ O             | Wohnhaus                    | Doppelhaus                                   | 35163700 | BW   |
| Schlosserstraße 17, 17A 53° 31′ 2″ N, 8° 5′ 48″ O             | Wohnhaus                    | Doppelhaus                                   | 35163792 | BW   |
| Schlosserstraße 19 53° 31′ 1″ N, 8° 5′ 48″ O                  | Wohnhaus                    | Doppelhaus                                   | 35163861 | BW   |
| Schlosserstraße 21, 21A 53° 31′ 1″ N, 8° 5′ 49″ O             | Wohnhaus                    | Doppelhaus                                   | 35163930 | BW   |
| Schlosserstraße 23 53° 31′ 0″ N, 8° 5′ 49″ O                  | Wohnhaus                    | Doppelhaus                                   | 35163976 | BW   |
| Schlosserstraße 25, 25A 53° 31′ 0″ N, 8° 5′ 49″ O             | Wohnhaus                    | Doppelhaus                                   | 35163999 | BW   |
| Schlosserstraße 2, 2A 53° 31′ 7″ N, 8° 5′ 48″ O               | Wohnhaus                    | Doppelhaus                                   | 35163309 | BW   |
| Schlosserstraße 4, 4A 53° 31′ 6″ N, 8° 5′ 48″ O               | Wohnhaus                    | Doppelhaus                                   | 35163401 | BW   |
| Schlosserstraße 6, 6A 53° 31′ 6″ N, 8° 5′ 48″ O               | Wohnhaus                    | Doppelhaus                                   | 35163493 | BW   |
| Schlosserstraße 8, 8A 53° 31′ 5″ N, 8° 5′ 49″ O               | Wohnhaus                    | Doppelhaus                                   | 35163562 | BW   |
| Schlosserstraße 10, 10A 53° 31′ 5″ N, 8° 5′ 49″ O             | Wohnhaus                    | Doppelhaus                                   | 35163654 | BW   |
| Schlosserstraße 12, 12A 53° 31′ 4″ N, 8° 5′ 49″ O             | Wohnhaus                    | Doppelhaus                                   | 35163746 | BW   |
| Schlosserstraße 18 53° 31′ 2″ N, 8° 5′ 49″ O                  | Wohnhaus                    | Doppelhaus                                   | 35163838 | BW   |
| Schlosserstraße 20, 20A 53° 31′ 1″ N, 8° 5′ 49″ O             | Wohnhaus                    | Doppelhaus                                   | 35163884 | BW   |
| Kettenstraße 1 53° 31′ 6″ N, 8° 5′ 50″ O                      | Wohnhaus                    | Doppelhaus                                   | 35160029 | BW   |
| Kettenstraße 3, 3A 53° 31′ 6″ N, 8° 5′ 50″ O                  | Wohnhaus                    | Doppelhaus                                   | 35160098 | BW   |
| Kettenstraße 5, 5A 53° 31′ 5″ N, 8° 5′ 51″ O                  | Wohnhaus                    | Doppelhaus                                   | 35160190 | BW   |
| Kettenstraße 7, 7A 53° 31′ 5″ N, 8° 5′ 51″ O                  | Wohnhaus                    | Doppelhaus                                   | 35160282 | BW   |
| Kettenstraße 9 53° 31′ 4″ N, 8° 5′ 51″ O                      | Wohnhaus                    | Doppelhaus                                   | 35160374 | BW   |
| Kettenstraße 13, 13A 53° 31′ 3″ N, 8° 5′ 51″ O                | Wohnhaus                    | Doppelhaus                                   | 35160513 | BW   |
| Kettenstraße 15 53° 31′ 3″ N, 8° 5′ 51″ O                     | Wohnhaus                    | Doppelhaus                                   | 35160559 | BW   |
| Kettenstraße 17, 17A 53° 31′ 2″ N, 8° 5′ 51″ O                | Wohnhaus                    | Doppelhaus                                   | 35160582 | BW   |
| Kettenstraße 19 53° 31′ 2″ N, 8° 5′ 51″ O                     | Wohnhaus                    | Doppelhaus                                   | 35160628 | BW   |
| Kettenstraße 2, 2A 53° 31′ 7″ N, 8° 5′ 51″ O                  | Wohnhaus                    | Doppelhaus                                   | 35160052 | BW   |
| Kettenstraße 4, 4A 53° 31′ 6″ N, 8° 5′ 51″ O                  | Wohnhaus                    | Doppelhaus                                   | 35160144 | BW   |
| Kettenstraße 6, 6A 53° 31′ 6″ N, 8° 5′ 51″ O                  | Wohnhaus                    | Doppelhaus                                   | 35160236 | BW   |
| Kettenstraße 8, 8A 53° 31′ 5″ N, 8° 5′ 52″ O                  | Wohnhaus                    | Doppelhaus                                   | 35160328 | BW   |
| Kettenstraße 10, 10A 53° 31′ 5″ N, 8° 5′ 52″ O                | Wohnhaus                    | Doppelhaus                                   | 35160397 | BW   |
| Kettenstraße 12, 12A 53° 31′ 4″ N, 8° 5′ 52″ O                | Wohnhaus                    | Doppelhaus                                   | 35160467 | BW   |
| Ankerstraße 1, 1A 53° 31′ 7″ N, 8° 5′ 53″ O                   | Wohnhaus                    | Doppelhaus                                   | 35166266 | BW   |
| Ankerstraße 3, 3A 53° 31′ 7″ N, 8° 5′ 53″ O                   | Wohnhaus                    | Doppelhaus                                   | 35166289 | BW   |
| Ankerstraße 5, 5A 53° 31′ 6″ N, 8° 5′ 53″ O                   | Wohnhaus                    | Doppelhaus                                   | 35166335 | BW   |
| Ankerstraße 7, 7A 53° 31′ 5″ N, 8° 5′ 54″ O                   | Wohnhaus                    | Doppelhaus                                   | 35166381 | BW   |
| Ankerstraße 9, 9A 53° 31′ 5″ N, 8° 5′ 54″ O                   | Wohnhaus                    | Doppelhaus                                   | 35166427 | BW   |
| Ankerstraße 11, 11A 53° 31′ 4″ N, 8° 5′ 54″ O                 | Wohnhaus                    | Doppelhaus                                   | 35166473 | BW   |